# La Carrerita (Villanueva de la Serena)
En Villanueva de la Serena (Badajoz), tradición datada en el siglo XVIII consistente en conmemorar la resurrección de su deidad en la mañana del Domingo de Pascua. El nombre procede de la carrera que realizan los portadores del anda de la Virgen de la Aurora al encuentro 
de la imagen de Cristo Resucitado, para representar la alegría de los cristianos al conocer la noticia de la resurrección del Señor.

Miles de personas se dan cita cada año en la Plaza de España de Villanueva de la Serena, para presenciar la veloz carrera, mientras se acelera el repique de campanas desde el campanario parroquial.

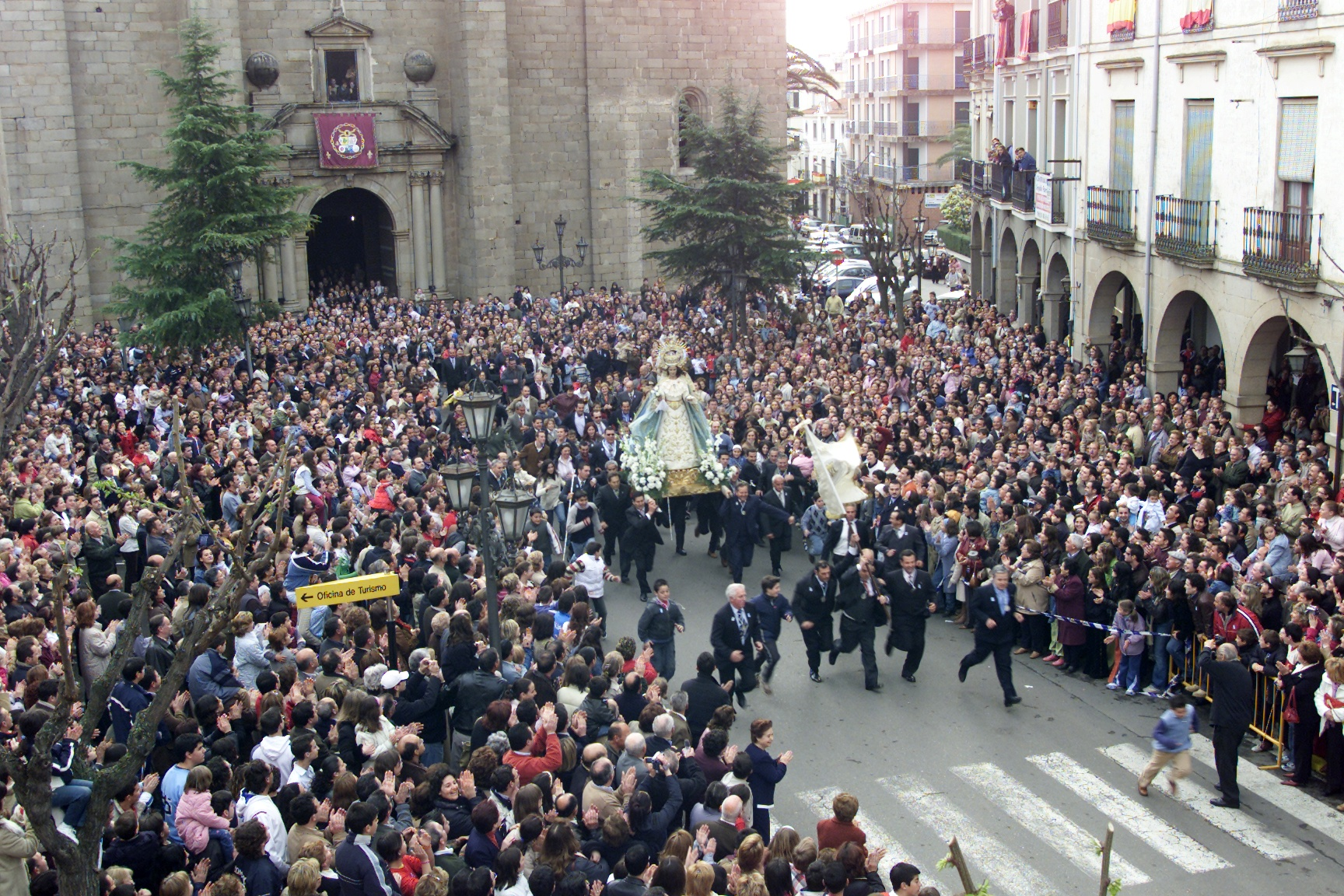
La Carrerita, Foto de la procesión tomada desde los balcones del Ayuntamiento.

El desarrollo de la representación es generalmente el siguiente: 
- Cada año se realiza al amanecer el sorteo de los portadores del paso de Virgen de la Aurora; se trata de una manifestación de júbilo, sin ensayo y sin acompasamiento entre los andaderos; por lo que los espectadores esperan algo distrinto cada año. Para los agraciados para llevar las andas es asimismo una gran alegría, que para algunos termina cediendo el honor y el turno a algún allegado si el beneficiario no puede realizar el gesto con donosura.

- A las 9 de la mañana, la imagen del Cristo Resucitado sale de la capilla de las Concepcionistas Franciscanas en dirección a la Plaza de España para esperar a la Virgen en la puerta del Ayuntamiento.

- El pendón de la Cofradía de Nuestra Señora de la Aurora, portado por el Hermano Mayor, sale simultáneamente desde la Parroquia de la Asunción, a la que regresa una vez divisado el paso del Señor. Desde allí, ordena a los portadores de las andas de la Virgen, que realicen un súbita y alegre carrera al encuentro del Cristo, como gozo por su resurrección, entre aplausos y aclamaciones de los espectadores y fieles devotos reunidos desde horas antes en la Plaza, para contemplar la escena desde un sitio apropiado y preferente, lanzando pétalos de flores a las imágenes.

- Una vez que están las dos andas frente a frente, se saludan y son mecidas por sus portadores. A continuación una banda toca la Marcha Real. Las dos imágenes terminan procesionando juntas y regresan a la Parroquia de la Asunción, aproximadamente a las 10:30 de la mañana.

## Curiosidades
- Existe un pañuelo de la hermandad diseñado para esta popular celebración, se lleva así como en los San Fermines, atado al cuello y es de color azul celeste, como el mantón de la virgen de la aurora, con letras y logotipo blancos.

- Fue declarada "fiesta de interés turístico regional" mediante publicación oficial, el 17 de marzo de 2007.

- La talla de Ntra. Sra. de la Aurora, que desde el año 1995 protagoniza la popular “Carrerita“ cada domingo de resurrección al encuentro del hijo resucitado, Eduardo Acero Calderón.